# El Majjatia Oulad Taleb
El Majjatia Oulad Taleb (àrab المجاطية أولاد طالب) és una comuna rural de la província de Médiouna de la regió de Casablanca-Settat. Segons el cens de 2014 tenia una població total de 32.286 persones.